# Młodogramatycy
Młodogramatycy (niem. Junggrammatiker) – niemiecka językoznawcza szkoła naukowa ukształtowana w końcu lat siedemdziesiątych XIX wieku w Lipsku wokół Augusta Leskiena. Sztandarowym dziełem szkoły młodogramatyków była praca Prinzipien der Sprachgeschichte Hermanna Paula (1880). 

## Poglądy i metody
Głównymi założeniami szkoły były  historyzm i psychologizm. Młodogramatycy uważali, że warunkiem naukowości językoznawstwa jest badanie historii zmian językowych. Celem młodogramatyków było nadanie językoznawstwu charakteru nauki ścisłej tak jak w naukach przyrodniczych. Nie uwzględniali aspektów kulturowych i pozajęzykowego kontekstu historycznego w rozwoju języka; odrzucali językoznawstwo teoretyczne, uogólniające, preferując badania szczegółowe, empiryczne. Uważali, że język jako zjawisko przyrody podlega określonym prawom rozwoju. Język traktowany był nie jako system, ale jako suma indywidualnych aktów mowy. Nawiązywano do koncepcji i metod stosowanych w naukach przyrodniczych, odżegnując się od koncepcji idealistycznych. Młodogramatycy sformułowali tezę o bezwyjątkowości praw głosowych – jeśli w pewnym języku lub dialekcie zachodzi zmiana fonetyczna, to zachodzi ona u wszystkich użytkowników tej mowy i we wszystkich wyrazach, w których występują warunki do takiej zmiany. Sformułowali także teorię analogii – formy językowe zmieniają się w sposób nieumotywowany fonetycznie, poprzez podobieństwo do innych form.
Cechą charakterystyczną szkoły młodogramatyków był historyzm. Hermann Paul stwierdził: „Uważa się, że jakoby prócz historycznego istniał jeszcze inny naukowy sposób rozpatrywania języka… Lecz to, co się uważa za niehistoryczne, lecz jednak naukowe badanie języka, jest w gruncie rzeczy niczym innym, jak tylko niedoskonałym historycznym sposobem badawczym. (…) Skoro bowiem wykroczy się poza zwykłe konstatowanie szczegółów, gdy tylko spróbuje się uchwycić związki zależności, wkracza się – chociażby nieświadomie – na grunt historyczny”.

## Zasługi i kontrowersje
Młodogramatycy pozostawili po sobie spuściznę w postaci wielu prac opisujących szczegółowo określone zjawiska językowe (fonetyczne, gramatyczne) w aspekcie historycznym. Do ich zasług należy zaliczyć wprowadzenie ścisłych metod opisu językowego, koncentrowanie się na badaniu języka mówionego, odrzucenie rozumienia języka jako organizmu. Ich koncepcje wywarły wpływ na badania komparatystów zajmujących się badaniem pokrewieństwa genealogicznego języków.
Krytycy młodogramatyków zarzucali im przecenianie historycznego wymiaru języka, atomizację, czyli badanie pojedynczych faktów językowych bez odniesienia do systemu językowego, koncentrowanie się na opisie formy i ignorowanie warstwy treściowej języka, nieuwzględnianie pozajęzykowych kontekstów użycia języka. Reakcją na działalność szkoły młodogramatyków było m.in. powstanie szkół strukturalnych.

## Czołowi młodogramatycy[2]
- Otto Behaghel
- Wilhelm Braune
- Friedrich Karl Brugmann
- Berthold Delbrück
- August Leskien
- Hermann Osthoff
- Hermann Paul
- Eduard Sievers